# Grand Macabou
Le domaine du Grand Macabou est un site naturel protégé se trouvant sur la commune de  Le Marin en Martinique.

## Protection et classement
Le site est la propriété du Conservatoire du littoral.

## Histoire
Le domaine était une ancienne plantation de Canne à sucre au XVIIe siècle et XVIIIe siècle. À la suite du déclin de la production agricole, l'exploitation a été abandonnée, et les terrains ont été progressivement recouverts par une savane épineuse.

## Chapelle de la Vierge des Marins
Une chapelle de pierre a été construite au Cap Beauchêne. Cette chapelle est un lieu de pèlerinage le vendredi saint.

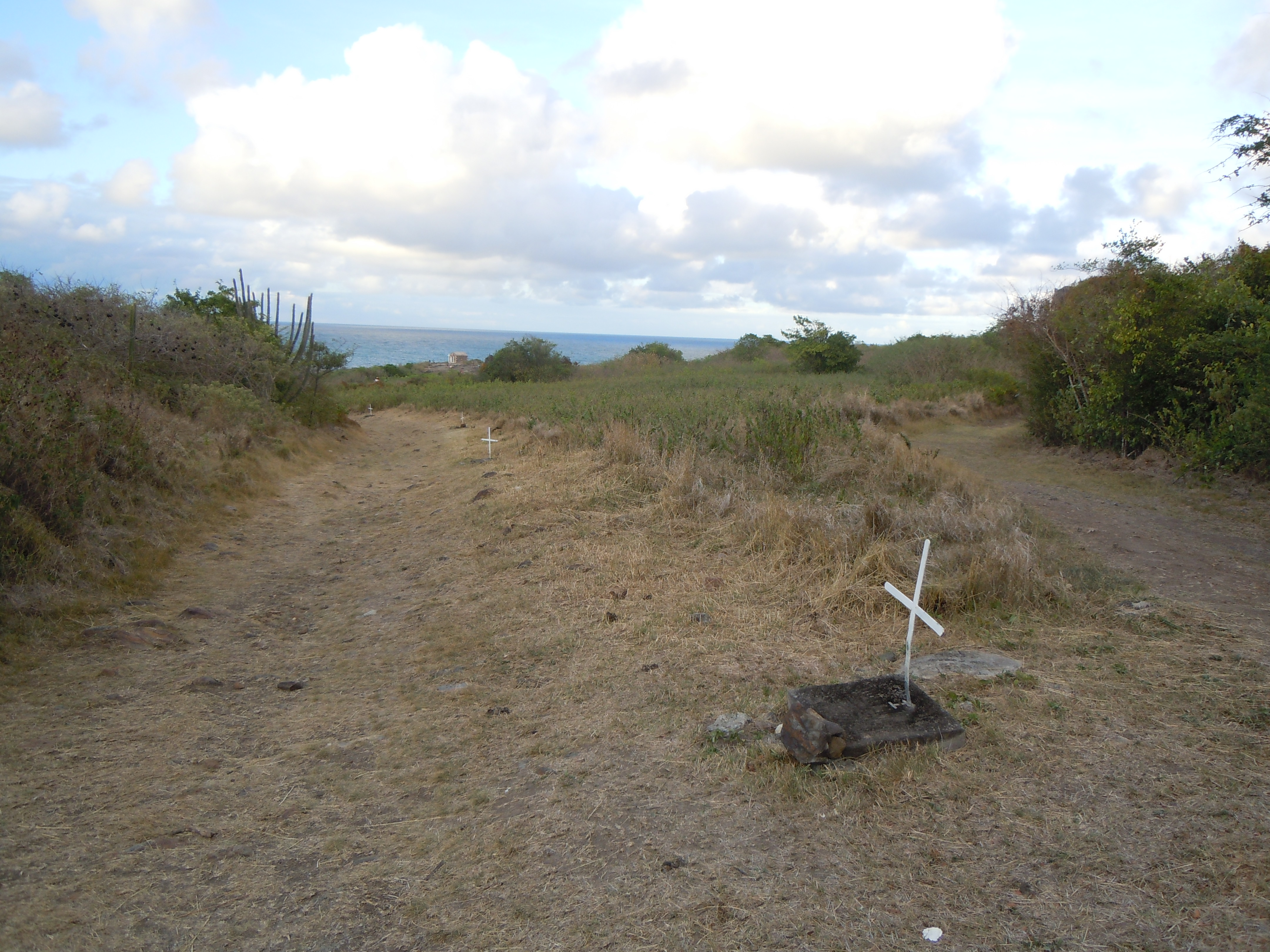
Chemin de Croix menant à la Chapelle.
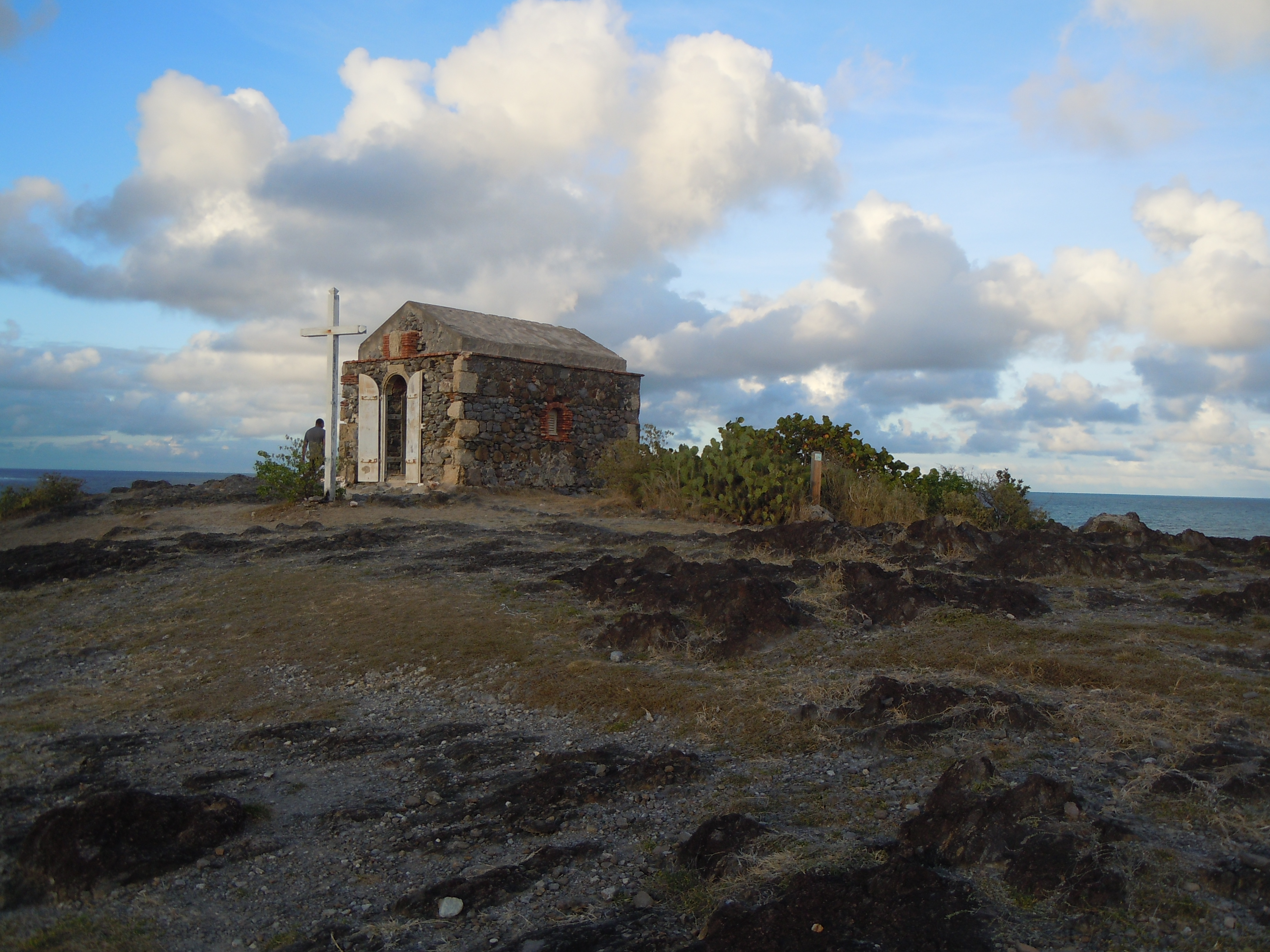
La chapelle est construite sur un promontoire dominant le site.
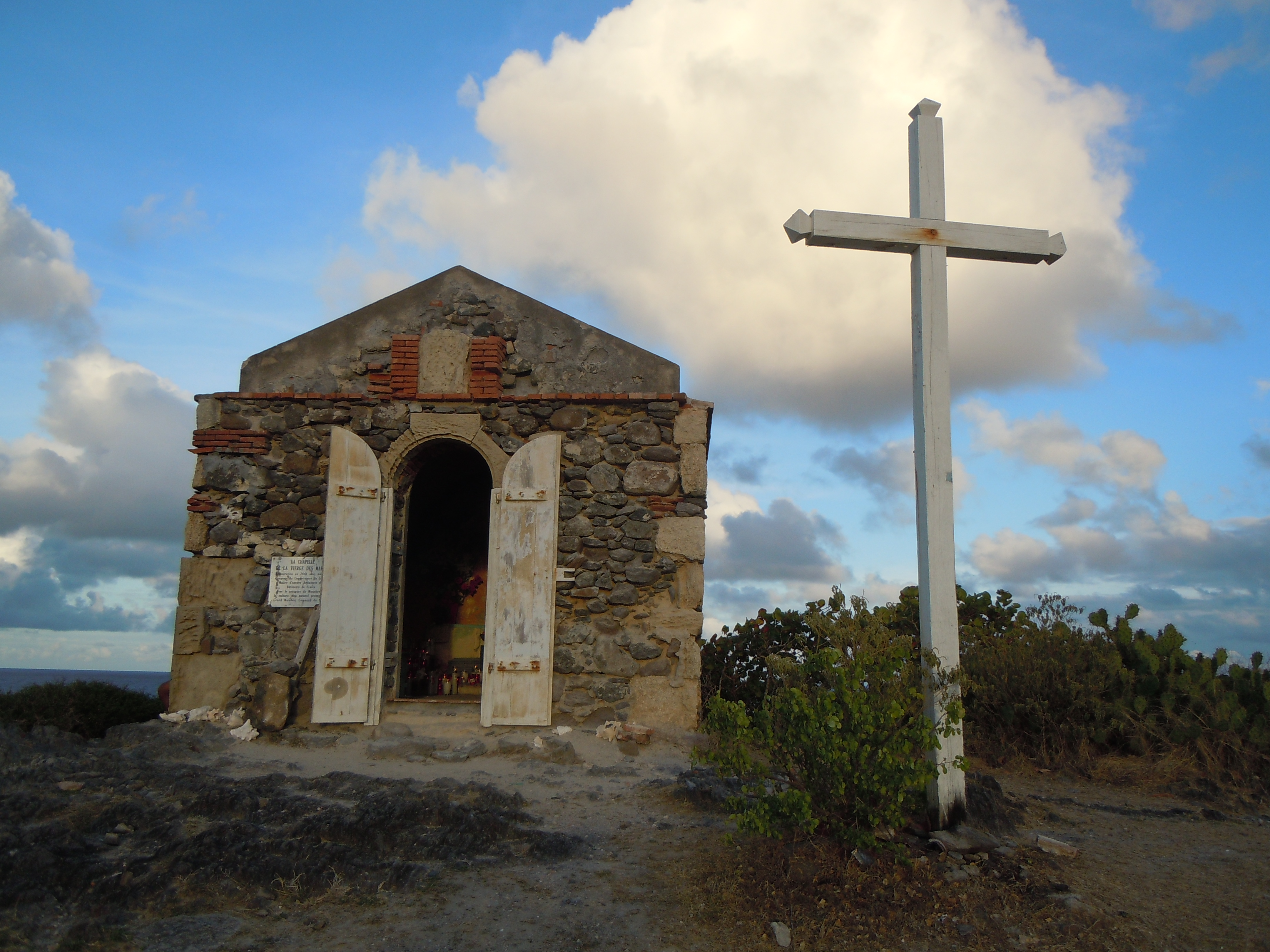
Façade de la chapelle et son calvaire.
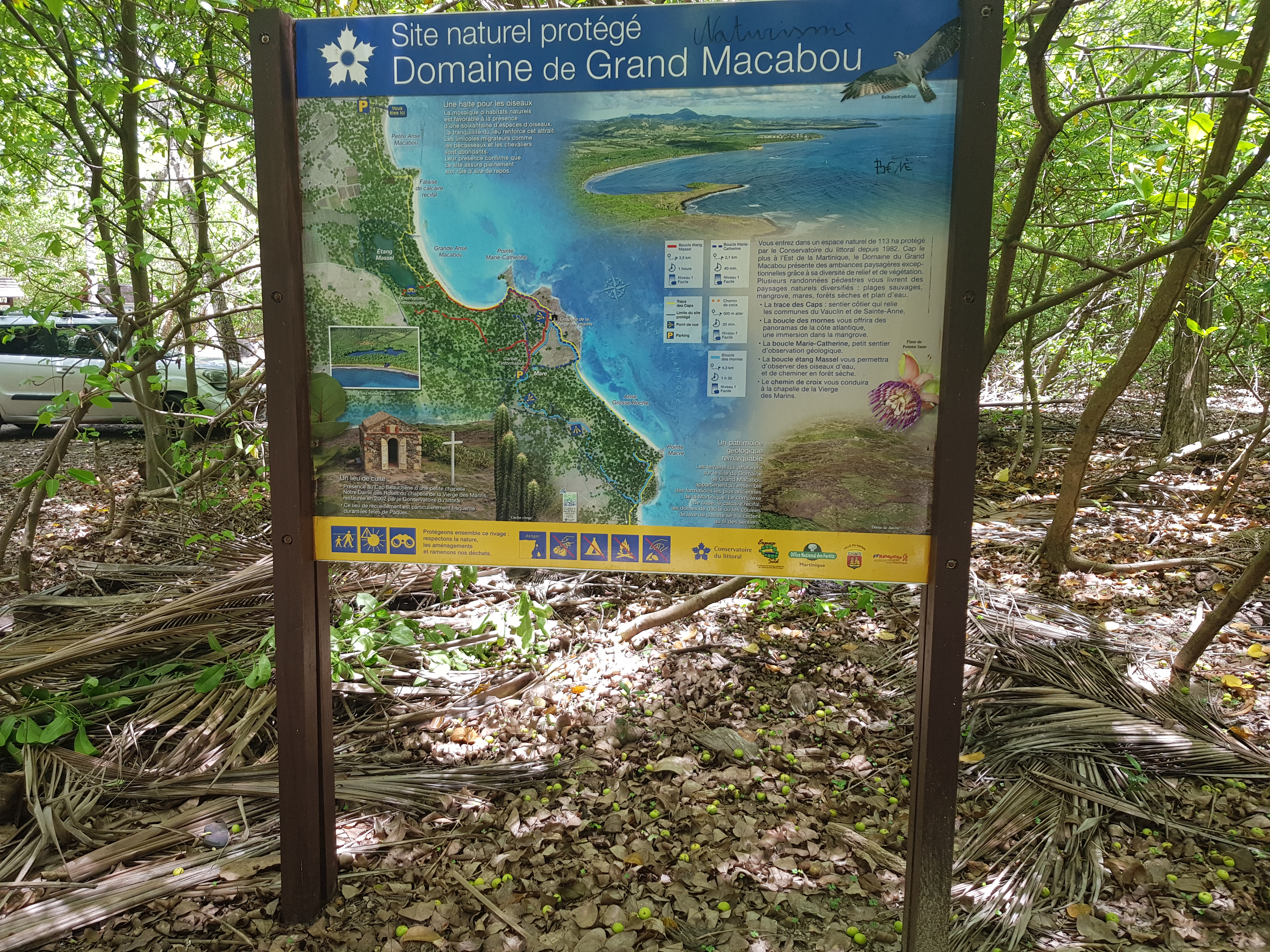
Panneau site naturel protégé Domaine du Grand Macabou.